# Svansö säteri
Svansö säteri är en herrgård i Bottnaryds socken i Jönköpings kommun. Den ligger på en halvö i Svansjön.
Den förste kände ägaren var riksrådet Knut Ribbing under första hälften av 1400-talet. Gården var därefter i ägo av medlemmar av släkten Ribbing, varefter den under 1700-talet ägdes bland annat inom ätten Silfversparre samt av prästen Carl Noring. År 1916 inköptes den av länsassessorn Uno Sterner (1879-1932) i Jönköping och hans fru Laura, och har sedan dess ägts inom familjen Sterner.
Den nuvarande huvudbyggnaden är uppförd på 1600-talet efter att gårdens tidigare byggnad brunnit ner. 
Svansö är huvudsakligen en skogsfastighet, med 304 hektar skogsmark, varav 88 procent med gran, 6 procent med tall och 6 procent med lövträd.

## Bildgalleri

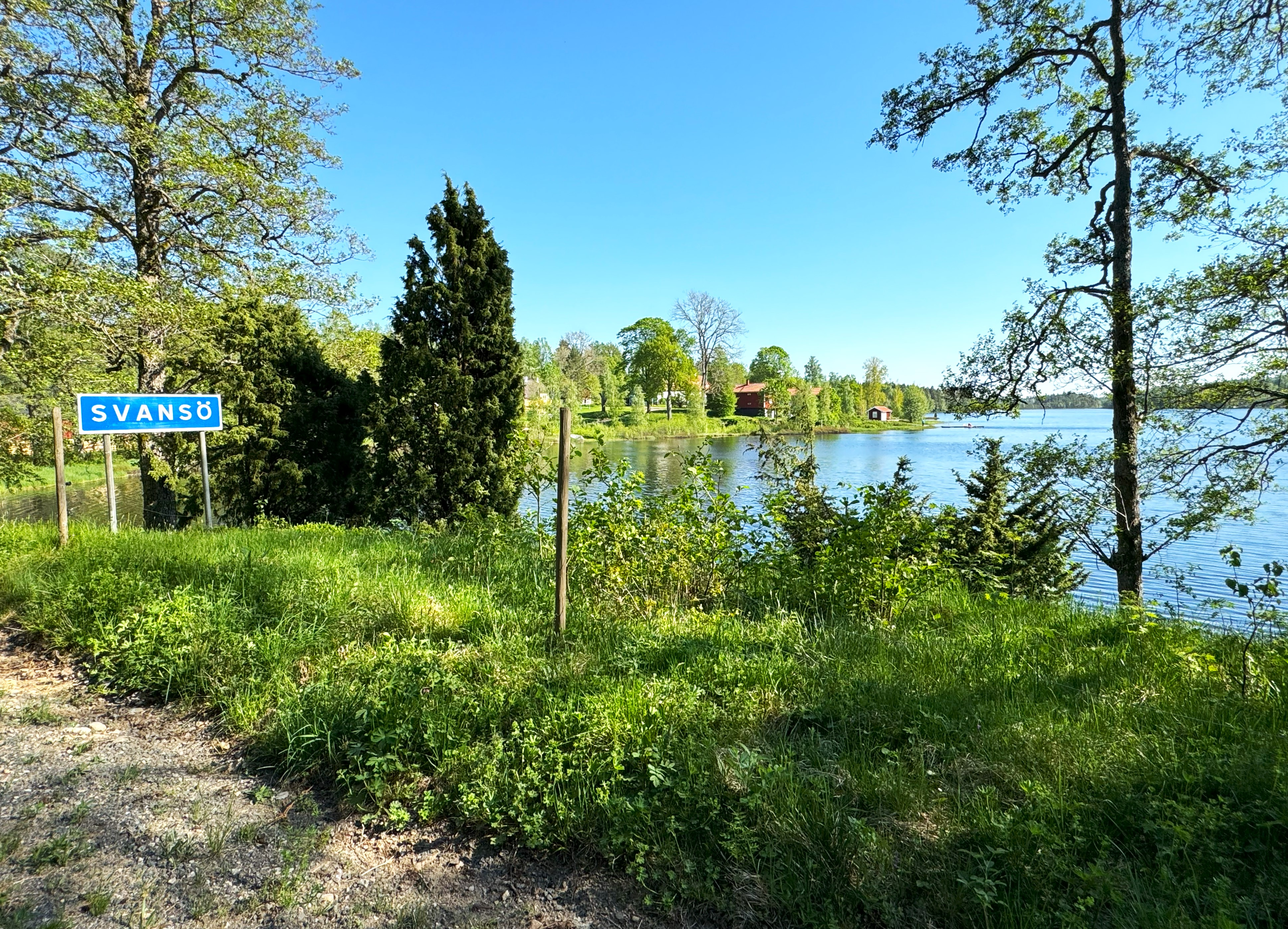
Vägen norr om Svansjön mot Svansö säteri
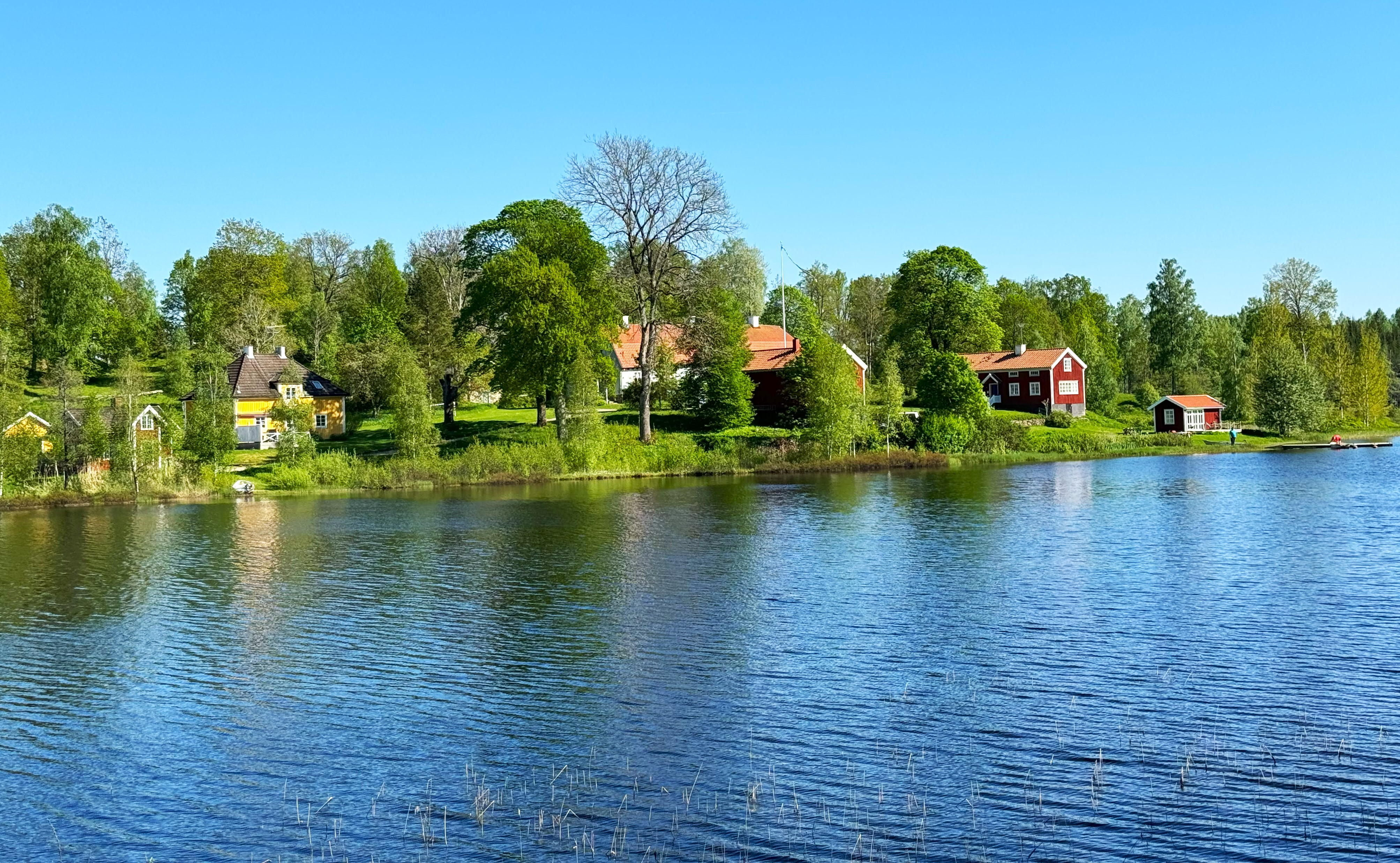
Svansö säteri sett från norr, efter den gula byggnaden
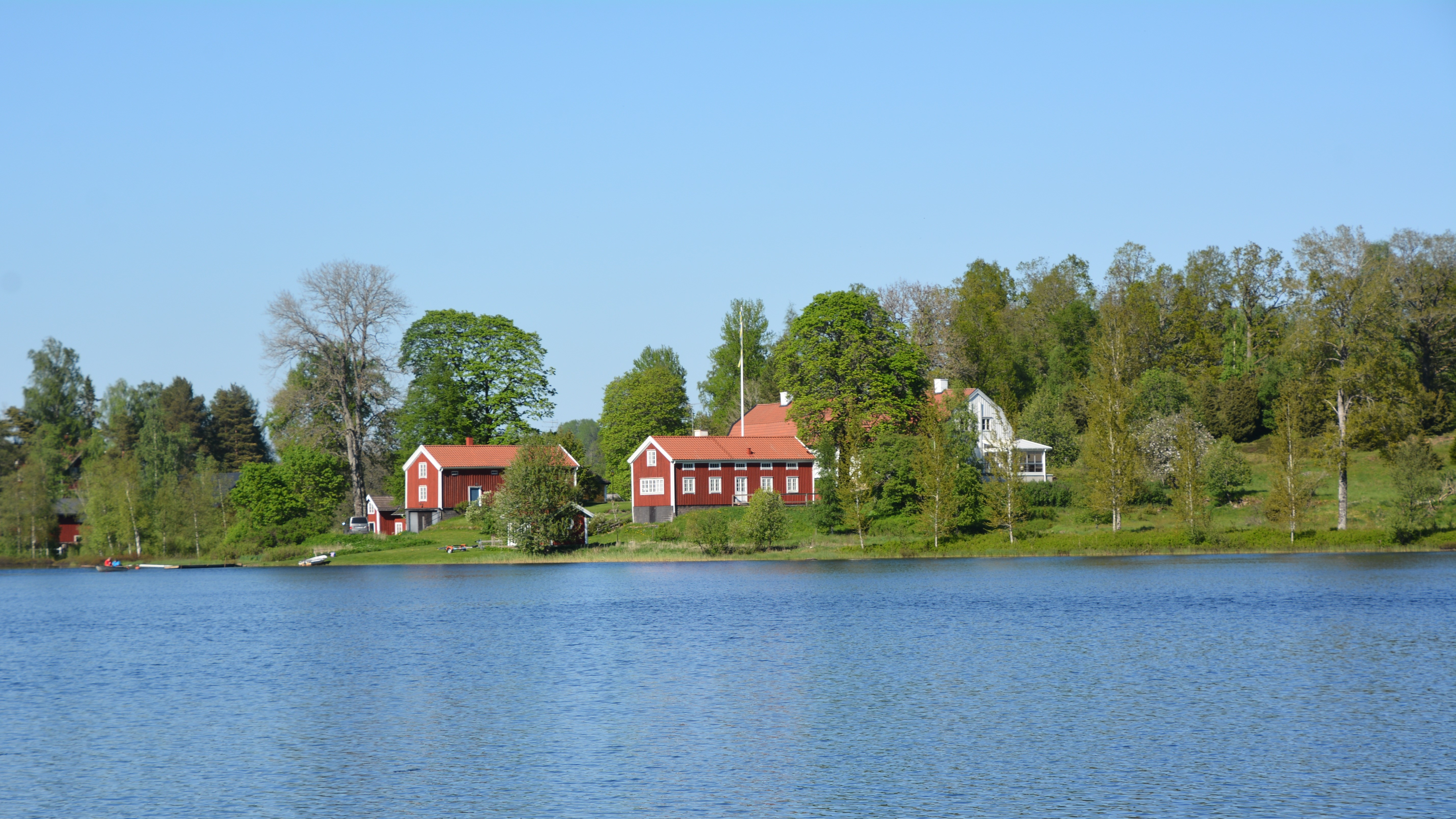
Svansö säteri, sett från Brittebo lägergård